# Augusta de Hesse-Homburgo
Augusta Frederica de Hesse-Homburgo (em alemão:  Auguste Friederike; Bad Homburg vor der Höhe, 28 de novembro de 1776 – Ludwigslust, 1 de abril de 1871) foi condessa de Hesse-Homburgo por nascimento, e grã-duquesa hereditária de Meclemburgo-Schwerin pelo seu casamento com Frederico Luís de Meclemburgo-Schwerin.

## Família
Amália foi a quarta filha e sétima criança nascida do conde Frederico V de Hesse-Homburgo e Carolina de Hesse-Darmstadt. 
Os seus avós paternos eram Frederico IV de Hesse-Homburgo e Ulrica Luísa de Solms-Braunfels. Os seus avós maternos eram Luís IX, Conde de Hesse-Darmstadt e Carolina do Palatinado-Zweibrücken.
Ela teve doze irmãos, entre eles: Frederico VI de Hesse-Homburgo, marido de Isabel do Reino Unido; Carolina, esposa de Luís Frederico II de Schwarzburg-Rudolstadt; Amália, esposa de Frederico, Príncipe Hereditário de Anhalt-Dessau; Maria Ana, esposa de Guilherme da Prússia, etc.

## Biografia
Augusta se casou com Frederico Luís, filho do grão-duque Frederico Francisco I de Meclemburgo-Schwerin e de Luísa de Saxe-Gota-Altemburgo, em 3 de abril de 1818, na cidade de Homburgo. Ela tinha 41 anos, e ele, 39. Frederico Luís já tinha sido casado duas vezes antes. A sua primeira esposa foi Helena Pavlovna da Rússia, filha do czar Paulo I da Rússia, com quem teve dois filhos. Após a morte de Helena em 1803, ele se casou com Carolina Luísa de Saxe-Weimar-Eisenach, que, após lhe dar três filhos, morreu em 1816. Foi Carolina, prima de Augusta, quem sugeriu no seu leito de morte que Augusta e Frederico Luís se casassem.
O casal não teve filhos, e eles permanecerem casados por menos de um ano, até a morte do grão-duque em 29 de novembro de 1819.

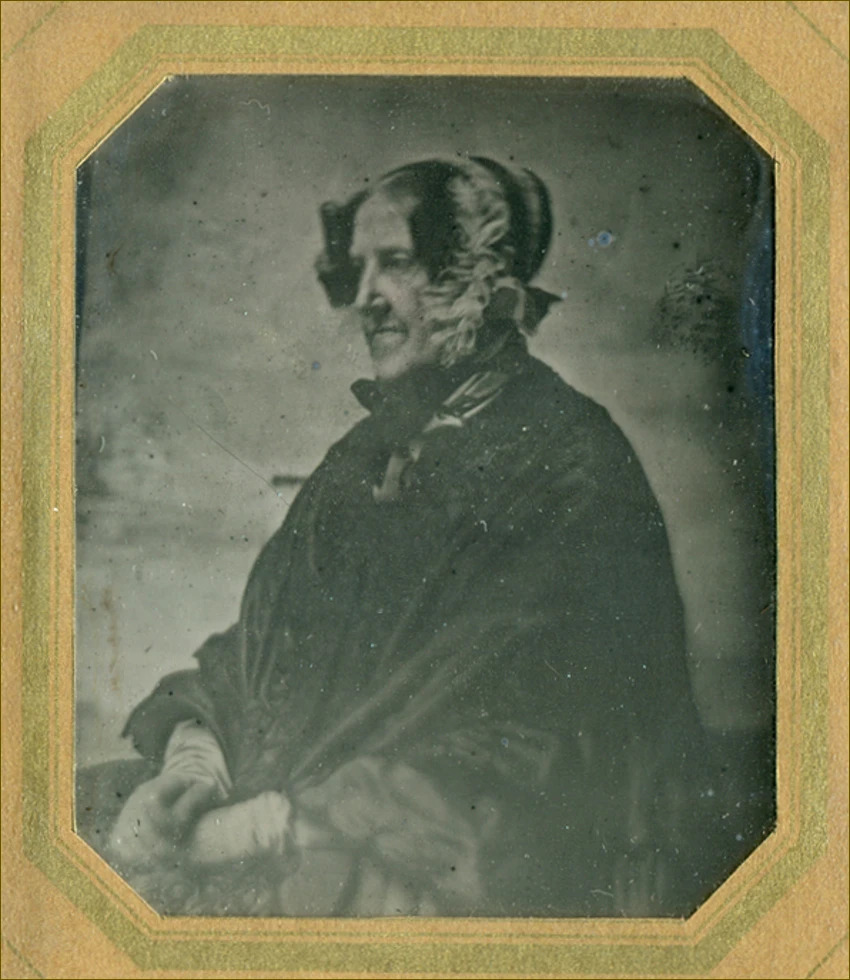
Augusta fotografada em 1850, quando tinha por volta de 74 anos.

Augusta foi uma madrasta devotada, se responsabilizando pela criação e educação dos enteados. Ela desenvolveu um relacionamento particularmente próximo com Helena, única filha de sua prima.
Augusta viveu o resto de sua vida no Grão-Ducado de Meclemburgo-Schwerin, e lá faleceu, na cidade de Ludwigslust, no dia 1 de abril de 1871, aos 94 anos de idade. Ela foi sepultada no Mausoléu de Helena Pavlovna (assim nomeado em homenagem à primeira esposa de Frederico Luís), localizado no Palácio de Ludwigslust, ao lado do marido e de suas duas primeiras esposas.